# Батлер (Міссурі)
Батлер (англ. Butler) — місто (англ. city) в США, в окрузі Бейтс штату Міссурі. Населення — 4220 осіб (2020).

## Географія
Батлер розташований за координатами 38°15′34″ пн. ш. 94°20′22″ зх. д. / 38.25944° пн. ш. 94.33944° зх. д. (38.259362, -94.339531).  За даними Бюро перепису населення США в 2010 році місто мало площу 10,56 км², з яких 10,53 км² — суходіл та 0,02 км² — водойми.

## Демографія

### Перепис 2010
Згідно з переписом 2010 року, у місті мешкало 4219 осіб у 1739 домогосподарствах у складі 1031 родини. Густота населення становила 400 осіб/км².  Було 2047 помешкань (194/км²).
Расовий склад населення:
| - 94,5 % — білих - 2,7 % — чорних або афроамериканців - 0,5 % — корінних американців - 0,2 % — азіатів |

До двох чи більше рас належало 1,7 %. Частка іспаномовних становила 2,3 % від усіх жителів.
За віковим діапазоном населення розподілялося таким чином: 24,1 % — особи молодші 18 років, 55,0 % — особи у віці 18—64 років, 20,9 % — особи у віці 65 років та старші. Медіана віку мешканця становила 39,3 року. На 100 осіб жіночої статі у місті припадало 87,8 чоловіків;  на 100 жінок у віці від 18 років та старших — 85,8 чоловіків також старших 18 років.
Середній дохід на одне домашнє господарство  становив 38 895 доларів США (медіана — 27 412), а середній дохід на одну сім'ю — 49 402 долари (медіана — 35 592). Медіана доходів становила 33 125 доларів для чоловіків та 27 520 доларів для жінок. За межею бідності перебувало 31,0 % осіб, у тому числі 47,7 % дітей у віці до 18 років та 21,6 % осіб у віці 65 років та старших.
Цивільне працевлаштоване населення становило 1688 осіб. Основні галузі зайнятості: освіта, охорона здоров'я та соціальна допомога — 29,7 %, роздрібна торгівля — 19,5 %, будівництво — 10,3 %, мистецтво, розваги та відпочинок — 10,1 %.

### Перепис 2000
За даними перепису 2000 року
на території муніципалітету мешкало 4 209 людей, було 1 723 садиб та сімей.
Густота населення становила 421 осіб/км². З 1 723 садиб у 29,2% проживали діти до 18 років, подружніх пар, що мешкали разом, було 46,3%,
садиб, у яких господиня не мала чоловіка — 10,4%, садиб без сім'ї — 39,2%.
Власники 21,1% садиб мали вік, що перевищував 65 років, а в 35,2% садиб принаймні одна людина була старшою за 65 років. Кількість людей у середньому на садибу становила 2,32, а в середньому на родину 2,97.
Середній річний дохід на садибу становив 25 531 доларів США, а на родину — 31 596 доларів США. Чоловіки мали дохід 27 917 доларів, жінки — 18 523 доларів. Дохід на душу населення був 15 237 доларів. Приблизно 15,4% родин та 19,4% населення жили за межею бідності.

## Відомі люди
У місті народився Роберт Хайнлайн.